# Ворскла-2
Футбольний клуб «Ворскла-2» — український футбольний клуб з міста Полтави. Фарм-клуб полтавської «Ворскли».

## Історія
Після створення «Колгоспника» 1955 року, в команді виникла група підготовки молодих футболістів з усієї Полтавщини — ДЮСШ «Колгоспник». Вже наступного, 1956 року, молоді полтавці зайняли призове місце у змаганнях першості СРСР серед юнаків. 1957 року «Колгоспник-2» виступав у чемпіонаті області. 1959 року команда виступала вже в першості України серед колективів КФК. Там вона посіла 4 місце у своїй зоні. У 1968 році «Сільбуд» вперше вийшов до 2-ї групи класу «А» (перша ліга чемпіонату СРСР). У тому році кожна команда мала і дублюючі склади.
Так було і в 1968-69 за день до матчів основних складів виступали дублери. 1983 року, після розформування головної команди, молоді колосівці виступали у чемпіонаті Полтавщини. Саме з цих гравців у 1984 році було складено нову команду під сучасною назвою «Ворскла».
Перед початком сезону 1997/98 «Ворскла» в черговий раз виставила свою другу команду на всеукраїнські змагання. До цього «Ворскла-2» виступала в першості області. «Ворскла-2» виступала 8 сезонів у другій лізі, доки в сезоні 2004/05 не зайняла останнє місце в зоні і змушена була покинути її та припинити своє існування.
В сезоні 2024/25 Ворскла-2 відновила свої виступи в другій лізі України. Вперше головним тренером професійної команди в чемпіонатах України стала жінка -Ія Андрущак.
Перший матч після відновлення полтавці розпочали з перемоги 2:3 над столичним Локомотивом.

##### Попередні назви
- 1955—1957: ДЮСШ «Колгоспник»
- 1957—1967: «Колгоспник-2»
- 1968: «Сільбуд-дубль»
- 1969—1984: «Колос-2»
- 1997—2005, 2024—2005: «Ворскла-2»

## Сезони
| Сезон           | Чемпіонат     | Чемпіонат | Чемпіонат | Чемпіонат | Чемпіонат | Чемпіонат | Чемпіонат | Чемпіонат | Кубок        | Кубок | Кубок | Кубок | Кубок | Кубок | Кубок | Примітка                   |
| Сезон           | Ліга          | Місце     | І         | В         | Н         | П         | М         | О         | Етап         | І     | В     | Н     | П     | М     | О     | Примітка                   |
| --------------- | ------------- | --------- | --------- | --------- | --------- | --------- | --------- | --------- | ------------ | ----- | ----- | ----- | ----- | ----- | ----- | -------------------------- |
| 1997/98         | Друга Група В | 9 з 17    | 30        | 11        | 7         | 12        | 52−47     | 40        | 1/128 фіналу | 0     | 0     | 0     | 0     | 0−0   | 0     | Неявка «Ворскли-2» у Кубку |
| 1998/99         | Друга Група В | 5 з 14    | 26        | 15        | 2         | 9         | 33−34     | 47        | —            | —     | —     | —     | —     | —     | —     |                            |
| 1999/00         | Друга Група В | 12 з 14   | 26        | 4         | 5         | 17        | 25−60     | 17        | —            | —     | —     | —     | —     | —     | —     |                            |
| 2000/01         | Друга Група В | 10 з 16   | 30        | 10        | 6         | 14        | 52−56     | 36        | —            | —     | —     | —     | —     | —     | —     |                            |
| 2001/02         | Друга Група В | 11 з 18   | 34        | 10        | 11        | 13        | 55−49     | 41        | —            | —     | —     | —     | —     | —     | —     |                            |
| 2002/03         | Друга Група В | 12 з 15   | 28        | 7         | 6         | 15        | 30−44     | 27        | —            | —     | —     | —     | —     | —     | —     |                            |
| 2003/04         | Друга Група В | 11 з 16   | 30        | 9         | 8         | 13        | 34−42     | 35        | —            | —     | —     | —     | —     | —     | —     |                            |
| 2004/05         | Друга Група В | 15 з 15   | 28        | 4         | 5         | 19        | 21−42     | 17        | —            | —     | —     | —     | —     | —     | —     |                            |
| не брала участі |               |           |           |           |           |           |           |           |              |       |       |       |       |       |       |                            |
| 2024/25         | Друга Група Б | 10 з 10   | 18        | 3         | 4         | 11        | 15−34     | 13        | —            | —     | —     | —     | —     | —     | —     |                            |
| Всього          | Друга         | 9 сезонів | 250       | 73        | 54        | 123       | 317−408   | 203       | —            | —     | —     | —     | —     | —     | —     |                            |

Індивідуальні показники:
| Сезон   | Найбільше матчів                       | Найбільше матчів | Бомбардир                                 | Бомбардир | Головний тренер             |
| Сезон   | Гравець                                | Кіл.             | Гравець                                   | Кіл.      | Головний тренер             |
| ------- | -------------------------------------- | ---------------- | ----------------------------------------- | --------- | --------------------------- |
| 1997/98 | Микола Федорішин                       | 28               | Олександр Мелащенко                       | 8         | Сергій Собецький            |
| 1998/99 | Микола Федорішин                       | 22               | Сергій Чуйченко Олександр Мелащенко       | 6         | Сергій Собецький Іван Шарій |
| 1999/00 | Віктор Козій                           | 22               | Віктор Козій                              | 8         | Іван Шарій                  |
| 2000/01 | Сергій Пшеничних Олександр Стасовський | 28               | Сергій Костюк Сергій Пшеничних            | 6         | Іван Шарій                  |
| 2001/02 | Володимир Попов                        | 29               | Володимир Мусолітін Олександр Бессараб    | 7         | Семен Осиновський           |
| 2002/03 | Володимир Попов                        | 26               | Олександр Бессараб                        | 9         | Олег Моргун                 |
| 2003/04 | Антон Ковалевський                     | 27               | Петро Кондратюк                           | 8         | Олег Моргун Віктор Носов    |
| 2004/05 | Дмитро Прима                           | 24               | Дмитро Прима Олексій Ротань Павло Онисько | 3         | Олександр Омельчук          |

Список гравців, які забивали м'ячі у турнірах другої ліги:
|    | |  |
|    | |  |
| 18 | Петро Кондратюк |  |
| 17 | Олександр Мелащенко |  |
| 16 | Віктор Козій, Олександр Бессараб |  |
| 11 | Віталій Кобзар, Роман Капаністий |  |
| 10 | Володимир Мусолітін |  |
| 9  | Дмитро Саркіс, Сергій Костюк, Володимир Попов, Антон Ковалевський |  |
| 8  | Геннадій Касьян, |  |
| 7  | Андрій Зипунников, Сергій Чуйченко |  |
| 6  | Максим Берлізєв, Сергій Пшеничних |  |
| 5  | Олександр Стасовський, Сергій Дяченко, Юрій Козлюк, |  |
| 4  | Микола Федорішин, Володимир Бєлаков, Олексій Антюхін, Михайло Гурка, Віталій Городчанін, Артем Шубін |  |
| 3  | Ігор Мачоган, Микола Дмитренко, Віктор Богатир, Костянтин Бабич, Іван Шарій, Андрій Мазейко, Сергій Онопко, Олександр Кобзєв, Віктор Доценко, Сергій Зуб, Карлос Фронтіні, Дмитро Прима, Олексій Ротань, Павло Онисько |  |
| 2  | Олексій Роменський, Андрій Хомин, Ігор Сіренко, Ігор Кислов, Андрій Гузенко, Олексій Чернов, Денис Черкасов, Сергій Шевцов, Ігор Маковей, Сергій Радевич, Артем Гришин |  |
| 1  | Олександр Омельчук, Віктор Притков, Геннадій Медведєв, Даніель Нджоку, Владислав Лунгу, Антон Диндиков, Олексій Косенко, Олександр Головко, Володимир Олефір, Олександр Першин, Михайло Маковський, Володимир Мазяр, Євген Тарасенко, Володимир Ференц, Анатолій Подробаха, Олександр Воскобойник, Олексій Чичиков, Пітер Меркадо, Олександр Чижов, Артем Радіонов, Олександр Полуницький |  |